# 清水澤車站
清水澤站（日语：／ Shimizusawa eki */?）是位於北海道夕張市清水澤三丁目，隸屬於北海道旅客鐵道（JR北海道）石勝線（夕張支線）已廢止的鐵路車站。車站編號為Y23。電報略號為。

## 歷史
過去作為三菱煤礦業大夕張鐵道線的交匯處，有不少運送從三菱大夕張煤礦、南大夕張煤礦的煤炭的貨物列車經過本車站。但當煤礦關閉後，煤礦運輸亦停止，廢站時只餘下旅客運輸業務。
新夕張站至本車站之間是北海道最後使用電氣路籤閉塞的鐵道路線，亦是日本國內少數還使用腕木式信號機的車站。但2004年3月7日廢除所有交會設備後，以上設備亦同時停用消失。
交會設備廢除後，每天7時10分至14時（星期日及假期除外）都會有1名職員駐守，2015年10月1日後正式無人化。
- 1897年（明治30年）2月16日 - 北海道煤礦鐵道紅葉山站與夕張車站之間開設本車站（當時只有貨物裝卸業務，至1901年末才開始旅客業務）。
- 1906年（明治39年）10月1日 - 北海道煤礦鐵道國有化，由官設鐵道（國鐵）接管。
- 1909年（明治42年）10月12日 - 按日本國有鐵道規定，本車站歸屬夕張線。
- 1911年（明治44年）6月1日 - 大夕張煤礦專用鐵道（後來的三菱煤礦業大夕張鐵道線）開始營運。
- 1947年（昭和22年）1月16日 - 三菱煤礦業大夕張鐵道線連接本車站，成為共同使用車站。
- 1981年（昭和56年）10月1日 - 夕張線改稱為石勝線。本車站歸屬石勝線支線。
- 1987年（昭和62年）
  - 4月1日 - 由於國鐵分割民營化，車站由JR北海道管理。
  - 7月22日 - 廢除三菱煤礦業大夕張鐵道線。
  - 7月24日 - 廢除貨物運輸業務。
- 2004年（平成16年）3月7日 - 廢除電氣路籤閉塞及單票閉塞。新夕張至夕張路段改為使用特殊自動閉塞（軌道回路檢知式）。並派遣職員於平日及星期六駐守。
- 2015年（平成27年）10月1日 - 車站無人化。
- 2019年（平成31年）4月1日 - 隨著石勝線夕張支線廢線，本站廢止。

## 車站構造
廢站時為側式月台1面1線的地面車站。過去能夠進行交會時則是島式月台1面2線的車站。廢站前車站使用舊2號線（舊下行線）。月台與站房之間曾設有架空道路但現在已不存在。而車站與車站外道路之間由行人天橋連接。
由新夕張站管理的無人車站。過去有職員駐守時，窗口營業時間為7時10分 - 14時00分（星期日及假期休息），但沒有設置綠窗口。
除了三菱煤礦業大夕張鐵道線外，亦設有北炭清水澤煤礦的多條專用側線。

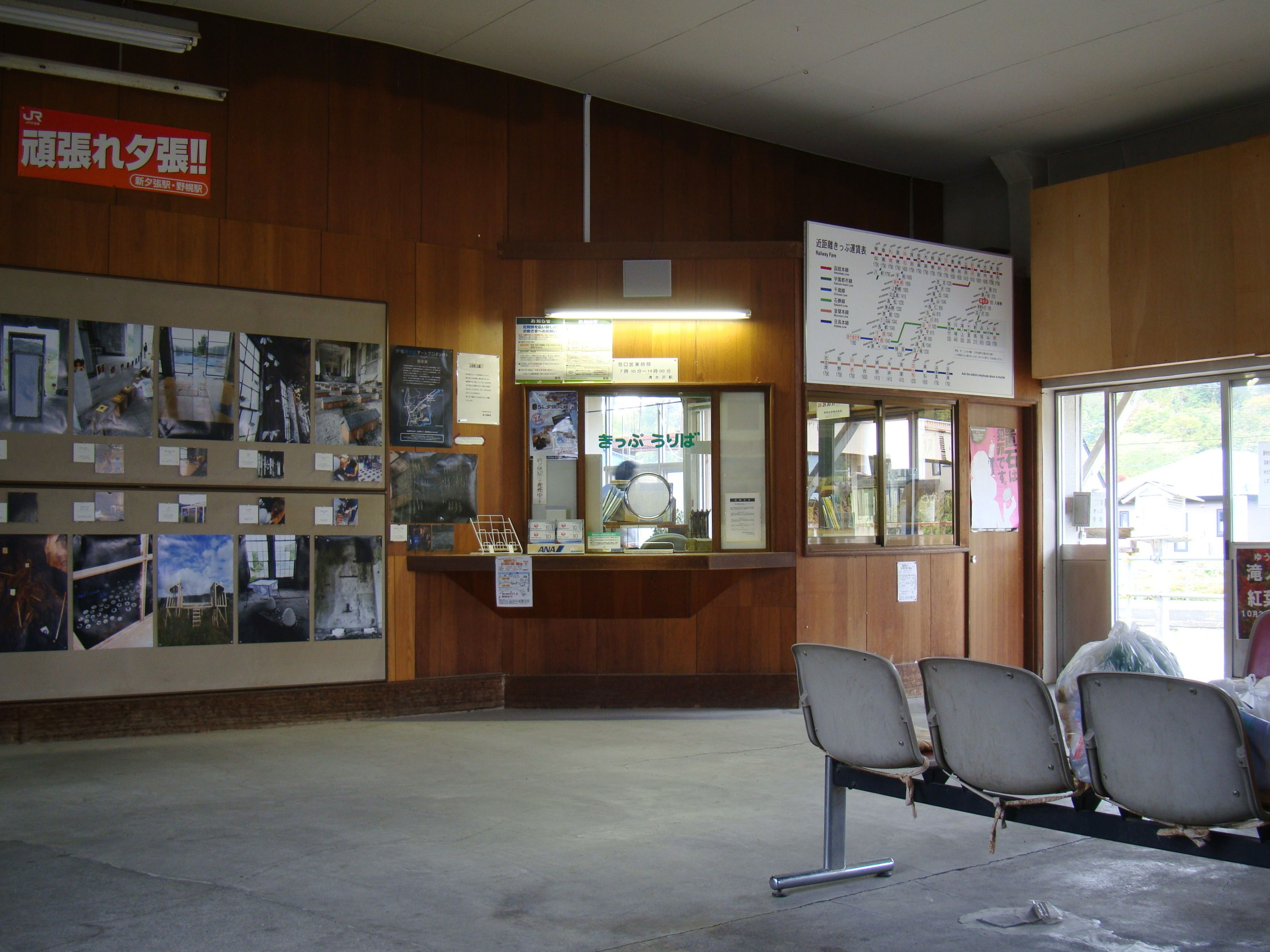
候車室及窗口
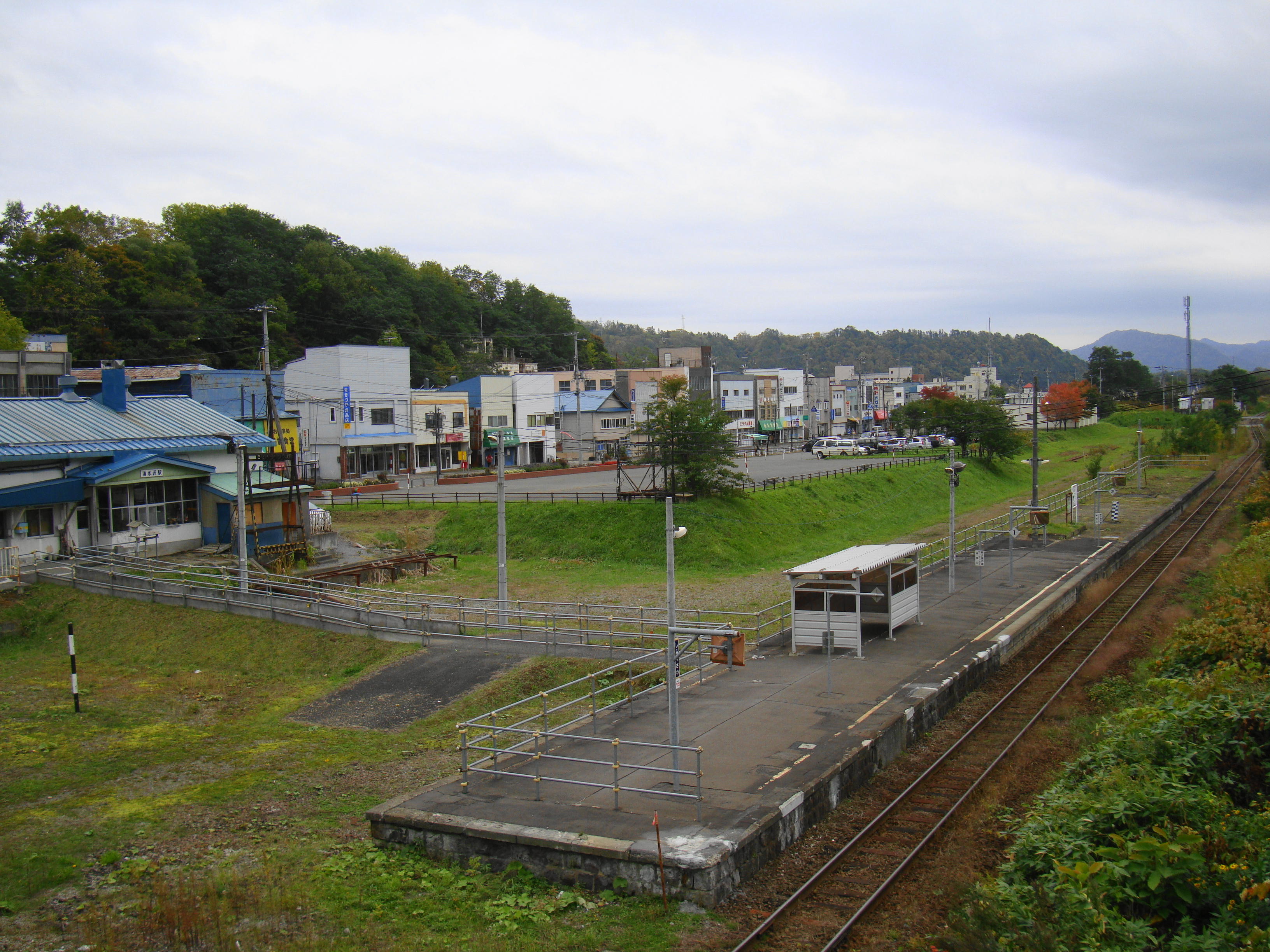
月台
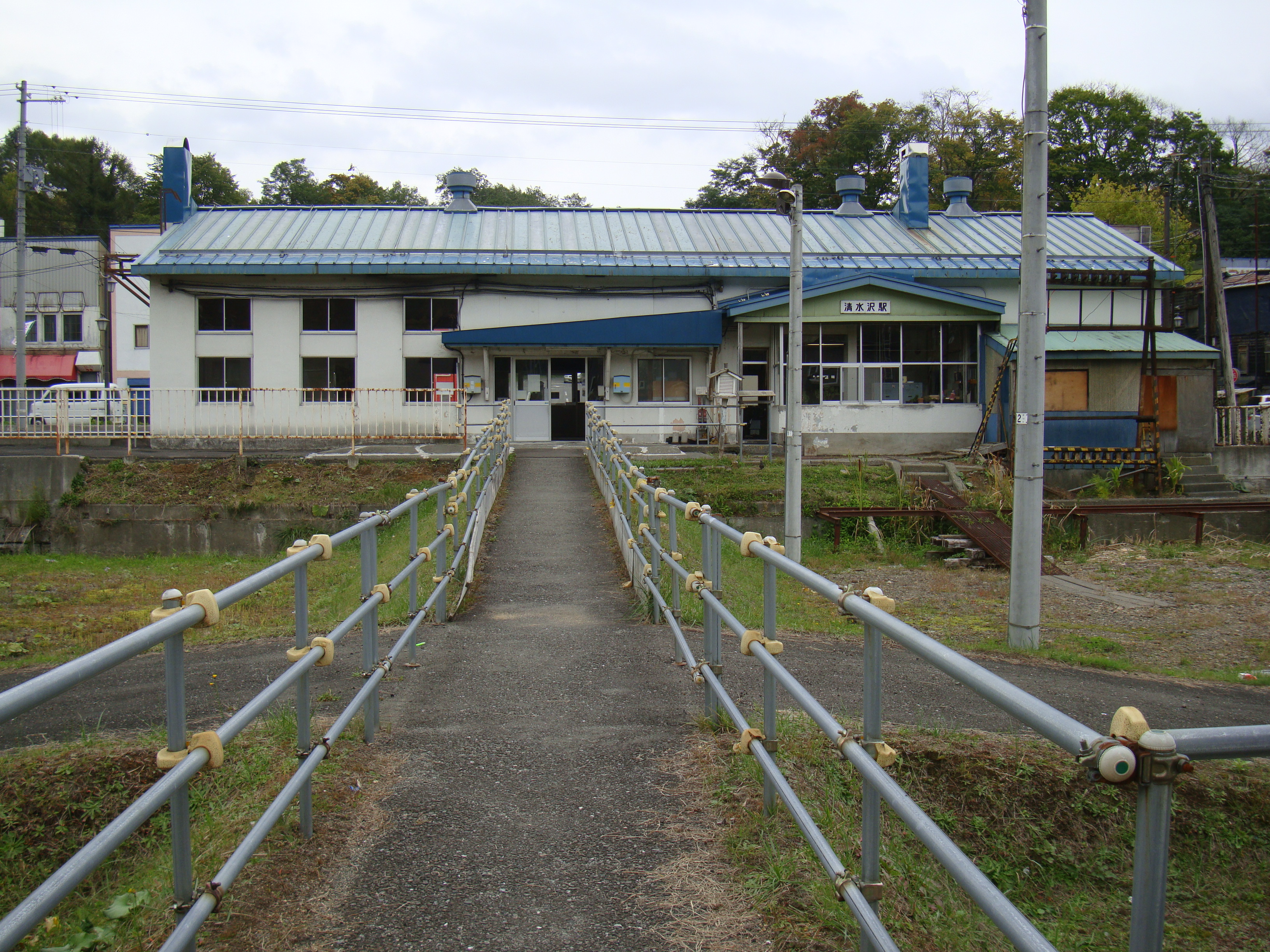
月台（往站房方向）

## 載客量
- 2014年度的每天載客量為12人[1]。

## 車站周邊
1940年代為農業地區，之後因為開發煤礦而發展起來。過去亦因為與東部的大夕張地區連接而擁擠起來。
- 國道452號
- 夕張市役所南分所
- 夕張警察署清水澤交番
- 清水澤郵局
- 北海道勞動金庫夕張出張所
- 北海信用金庫夕張中央分店
- 夕張市消防本部
- 夕張鐵道（夕鐵巴士）「清水澤站前」站牌

## 相鄰車站
北海道旅客鐵道
石勝線（夕張支線）
南清水澤（Y22）－清水澤（Y23）－鹿之谷（Y24）
三菱煤礦業
大夕張鐵道線
清水澤－（新清水澤）－遠幌

## 外部連結
- 全驛訪問之旅 （页面存档备份，存于）